# Gniewoszów (gmina)
Pour les articles homonymes, voir Gniewoszów.

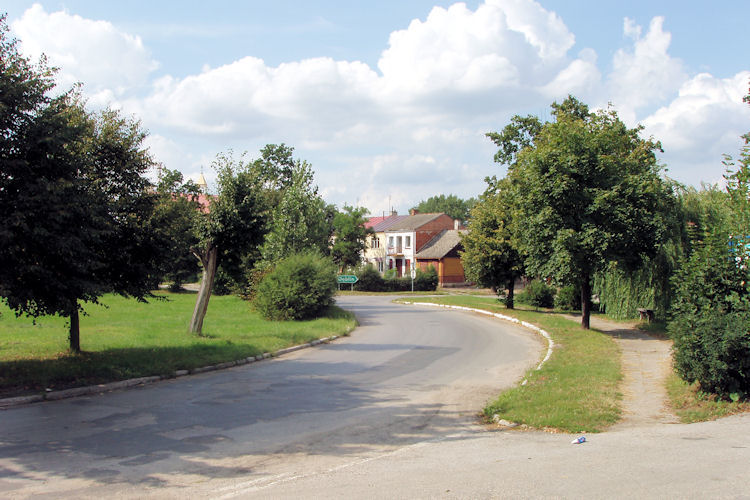
Village de Gniewoszow

Gniewoszów est une gmina rurale (gmina wiejska) du powiat de Kozienice dans la Voïvodie de Mazovie, dans le centre-est de la Pologne.
Son siège administratif est le village de Gniewoszów, qui se situe environ 21 kilomètres au sud-est de Varsovie (capitale de la Pologne).
La gmina couvre une superficie de 84,29 km2 pour une population de 4 156 habitants en 2006.

## Histoire
De 1975 à 1998, la gmina est attachée administrativement à la voïvodie de Radom.

Depuis 1999, elle fait partie de la voïvodie de Mazovie.

## Géographie
La gmina de Gniewoszów inclut les villages et les localités de:
- Boguszówka
- Borek
- Gniewoszów
- Kociołek
- Marianów
- Markowola
- Markowola-Kolonia
- Mieścisko
- Oleksów
- Regów Stary
- Sarnów
- Sławczyn
- Wólka Bachańska
- Wysokie Koło
- Zalesie
- Zdunków
- Zwola

### Gminy voisines
La gmina de Gniewoszów est voisine des gminy suivantes :
- Garbatka-Letnisko
- Policzna
- Puławy
- Sieciechów

## Structure du terrain
D'après les données de 2002, la superficie de la commune de Gniewoszów est de 84,29 km², répartis comme tel :
- terres agricoles : 79 %
- forêts : 9 %

La commune représente 9,19 % de la superficie du powiat.

## Démographie
Données du 30 juin 2004 :
| description        | Total  | Total | Femmes | Femmes | Hommes | Hommes |
| ------------------ | ------ | ----- | ------ | ------ | ------ | ------ |
| Unité              | Nombre | %     | Nombre | %      | Nombre | %      |
| population         | 4 232  | 100   | 2 217  | 52,4   | 2 015  | 47,6   |
| Densité (hab./km²) | 50,2   | 50,2  | 26,3   | 26,3   | 23,9   | 23,9   |